# Sophie von Weiler
Sophie von Weiler   ('s-Hertogenbosch, 24 de desembre de 1958) és una jugadora d'hoquei sobre herba neerlandesa, ja retirada, que va competir durant les dècades de 1970 i 1980.
El 1984 va prendre part en els Jocs Olímpics d'Estiu de Los Angeles, on guanyà la medalla d'or en la competició d'hoquei sobre herba. Quatre anys més tard, als Jocs de Seül, guanyà la medalla de bronze en la mateixa prova. En el seu palmarès també destaquen dues medalles d'or i una de plata a la Copa del món d'hoquei sobre herba, una d'or al Champions Trophy i dues d'or al Campionat d'Europa. Entre 1978 i 1988 disputà 137 partits amb la selecció neerlandesa, en què marcà 69 gols.
A nivell de clubs jugà al Hilversumsche Mixed Hockey Club i al VMH&CC MOP. Per tots els seus èxits esportius va rebre l'Orde d'Orange-Nassau.